# Jamno (województwo śląskie)
Jamno – wieś w Polsce położona w województwie śląskim, w powiecie częstochowskim, w gminie Mykanów.
| SIMC    | Nazwa       | Rodzaj     |
| ------- | ----------- | ---------- |
| 0138796 | Adamów      | część wsi  |
| 1001591 | Cichoniówka | część wsi  |
| 0138804 | Osiny       | część wsi  |
| 0138810 | Rusinów     | przysiółek |

Do końca czerwca 1952 w powiecie radomszczańskim (woj. łódzkie), w gminie Brzeźnica. 1 lipca 1952 włączone do gminy Cykarzew Stary w powiecie częstochowskim.
W latach 1975–1998 miejscowość administracyjnie należała do województwa częstochowskiego.